# Павле Карано–Твртковић
Павле Карано–Твртковић (? – Петрова Слатина, 1865) био је српски православни свештеник и борац против турске окупације.

## Биографија
У односу на младост, историја је оставила нешто више података о посљедње три деценије његовог живота. Рођен је у Босни. Од 1835. потписивао се као Карано-Твртковић (понекад и Карановић или Каранотвртковић, а 1850–1851. – Твртковић). Учествовао је, марта 1834, у побуни хришћана против турске власти у нахијама Дервента и Градачац Босанског пашалука, под вођством православног свештеника Јовице Илића (Поп-Јовичина буна). У вези с њом, говорио је да за дизање устанка има „дозволу од Господара Милоша и Правленија србског“, иако кнез Милош Обреновић није одобравао слање људи из Србије да би учествовали у овој побуни. Послије слома буне, поп Павле настојао је да помогне српском народу у Босни, прије свих избјеглицама које су се смјестиле у Хрватској и Славонији. 
Касније је био дворски свештеник кнеза Михаила Обреновића (1839–1842). У том периоду извјештавао је јавност у Србији о тешком положају хришћана у Босанском пашалуку. Вјероватно је са кнезом Михаилом пребјегао у Земун 1842, затим у Беч, а 1843–1848. боравио је у Новом Саду. Са добровољцима из Босне борио се у револуцији 1848/49. под командом генерала Стевана Книћанина и мајора Миливоја Петровића. Послије револуције, 1858. добио је парохију у Петровој Слатини (Славонија). Велику полемику изазвало је објављивање збирке ћириличких исправа из Дубровачког архива (повеље и акта српских владара и властеле упућених Дубровачкој републици од краја XII до краја XVII вијека) под насловом Србски споменицы (Београд 1840). Као приређивач ове збирке наведен је Карано-Твртковић. Тада је већ указивано на то да је поп Павле, „који ни читати ни писати не уме“, присвојио труд Георгија (Ђорђа) Николајевића, тадашњег дубровачког пароха (од 1885. дабробосанског митрополита). Полемика о ауторству прерасла је у велику аферу, са многим протагонистима (Димитрије Исаиловић, Јефрем Обреновић, Димитрије Тирол, Вук С. Караџић, Димитрије Фрушић, Лукијан Мушицки, Николај Иванович Надеждин и др.). Карано-Твртковић је улазио у полемике са Надеждином, Тиролом и Вуком без неопходних знања. У једном тренутку тврдио је да је поменуте исправе пронашао у Босни приликом градње цркве. 
Својим дјеловањем Карано-Твртковић је међу првима указивао на неподношљив положај хришћанског народа под турском влашћу у Босанском пашалуку половином XIX вијека, што је у мањој или већој мјери оставило трага на интересовања Ивана Фрање Јукића, В. Караџића и Томе Ковачевића.